# RTU noticias
RTU Noticias fue el noticiero principal de RTU Red de Televisión Universidad de Chile (actualmente Chilevisión) desde el 25 de marzo de 1991, en reemplazo de Panorama, hasta el 30 de septiembre de 1993, cuando fue reemplazado por Mundovisión III, estrenado este último día (debido al renombramiento de RTU, pasando a denominarse con su actual nombre). Durante este período, este noticiero tuvo una competencia indirecta con los demás noticieros centrales: Teletrece de Canal 13, 24 Horas de Televisión Nacional, Meganoticias de Megavisión y dos noticieros de La Red: Noticias en La Red y Punto Tres; el primero de ellos, entró a la competencia.
Como dato, RTU Noticias no iba al aire los fines de semana y las dos ediciones del noticiero llevaban un sobrenombre, por ejemplo: la edición matinal la llamaban El Primero de la Mañana y la edición central la llamaban El Primero de la Noche.

## Presentadores
- Freddy Hube (edición central, 25 de marzo 1991-abril 1992)
- Mario Herrera Fernández (edición central, abril 1992-30 de septiembre 1993)
- Christian Norero Carkovic (edición central, 1992-1993)
- Aldo Gabriel Soto Martínez (edición matinal, 25 de marzo de 1991-marzo 1993)
- Juan La Rivera (edición matinal, 5 de abril-30 de septiembre 1993)
- Juan Francisco Canales Viancos (edición matinal, 5 de abril-30 de septiembre 1993)
- Rodolfo Baier (edición mediodía, septiembre 1991-marzo 1992)

## Auspiciadores
- Teknos Comunicaciones (1991-1993)
- Isapre Cruz Blanca (1991)
- Lureye (1992)
- Accesorios Prato (1992-1993)